# Вэй Лицюнь
Вэй Лицю́нь (кит. трад. 魏禮群, упр. 魏礼群, пиньинь  Wèi Lǐqún, род. декабрь 1944, пров. Цзянсу) — китайский учёный-экономист, профессор.
Член КПК, член ЦК КПК 16-17 созывов.

## Биография
По национальности хань.
Окончил истфак Пекинского педагогического университета, где учился в 1963—1968 годах.
В 1968—1978 годах работник лесничества уезда Якэши АРВМ.
С 1978 года сотрудник, с 1985 года заместитель, в 1988-93 гг. директор политико-исследовательского подразделения экономико-исследовательского центра Госплана. С 1992 года заместитель, в 1993-94 гг. ответсекретарь экономико-исследовательского центра Госплана.
В 1994-98 гг. заместитель директора канцелярии центральной финансово-экономической руководящей группы ЦК КПК.
С 1998 года заместитель, в 2001—2008 годах начальник Исследовательского центра (Центра изучения политики) при Госсовете КНР.
С июня 2008 года заместитель директора Государственно-административного института (в ранге министра) (сменил Цзян Икана).
Входит в Совет правления Китайского центра международного экономического обмена.